# Saint-Ciergues
Saint-Ciergues é uma comuna francesa na região administrativa de Grande Leste, no departamento de Haute-Marne. Estende-se por uma área de 12,45 km². Em 2010 a comuna tinha 188 habitantes (densidade: 15,1 hab./km²).